# Estopía
Estopía es el undécimo disco del dúo español de rumba-rock, Estopa, de los hermanos David y José Muñoz, con el que celebran el 25 aniversario de su grupo musical. Este disco, que de momento está en preventa, lo anunciaron y promocionaron en verano de 2023 junto a una nueva gira para celebrar su aniversario, siendo en Vizcaya la presentación oficial del mismo, para la que agotaron las entradas en veinte minutos tras anunciar la presentación del mismo.
Aunque ya habían lanzado previamente el single «El día que tú te marches», el LP completo se publicó el 15 de marzo de 2024, el cual cuenta con un total de 12 pistas,  

## Lista de canciones
| N.º | Título                      | Duración |  |
| 1.  | «El día que tú te marches » | 3:39     |  |
| 2.  | «Ké más nos da»             | 3:20     |  |
| 3.  | «La Rumba del Pescaílla»    | 2:42     |  |
| 4.  | «No digo ná»                | 3:17     |  |
| 5.  | «Mañana clara»              | 3:51     |  |
| 6.  | «Luz de las velas»          | 4:03     |  |
| 7.  | «Tan dulce»                 | 3:23     |  |
| 8.  | «Sin tinta en el boli»      | 2:59     |  |
| 9.  | «Sola»                      | 3:51     |  |
| 10. | «Pesadilla familiar»        | 3:17     |  |
| 11. | «Del revés»                 | 2:38     |  |
| 12. | «La ranchera»               | 3:24     |  |

## Polémica
Tras anunciar la portada del disco, algunos medios publicaron una polémica sobre la misma, ya que al parecer se había utilizado IA para el diseño de dicha portada del disco. El grupo respondió a la polémica durante la gala de los Goya de 2024, declarando que fue diseñada por el mismo ilustrador de los discos anteriores, y que fue él mismo el que se decantó por el uso de diseños de IA en esta ocasión, sin pensar en ningún caso que fuera algo negativo.